# Macrosiagon villiersi
Macrosiagon villiersi is een keversoort uit de familie waaierkevers (Rhipiphoridae). De wetenschappelijke naam van de soort is voor het eerst geldig gepubliceerd in 1953 door Pic.